# Estadio Carlos Alvarado
El Estadio Carlos Alvarado Villalobos es un estadio deportivo ubicado en Santa Bárbara, Heredia, Costa Rica. El nombre del estadio proviene del futbolista Carlos Alvarado.
El estadio Carlos Alvarado  estuvo en remodelaciones desde el 12 de junio de 2023 finalizando las construcciones a inicios de enero de 2024, esto debido al aporte del equipo Club Sport Herediano. En cuanto a sus remodelaciones, el estadio remodeló de una gramilla natural a una gramilla sintética, se agregó iluminación, además de arreglos en los camerinos y expandiendo sus graderías, ya que tenía una capacidad de 2, 000 espectadores, aumentando su capacidad a 5,250 espectadores, y demás arreglos en la infraestructura.